# Sweet Warrior
Sweet Warrior je dvanácté sólové studiové album britského zpěváka a kytaristy Richarda Thompsona, vydané v květnu 2007 u vydavatelství Proper Records. Nahráno bylo v říjnu a prosinci předešlého roku a o produkci se spolu s Thompsonem staral Simon Tassano.

## Seznam skladeb
Autorem všech skladeb je Richard Thompson.
| Pořadí | Název                         | Délka |
| ------ | ----------------------------- | ----- |
| 1.     | Needle and Thread             | 4:43  |
| 2.     | I'll Never Give It Up         | 3:22  |
| 3.     | Take Care the Road You Choose | 6:44  |
| 4.     | Mr. Stupid                    | 3:53  |
| 5.     | Dad's Gonna Kill Me           | 5:16  |
| 6.     | Poppy-Red                     | 4:37  |
| 7.     | Bad Monkey                    | 5:13  |
| 8.     | Francesca                     | 5:17  |
| 9.     | Too Late to Come Fishing      | 4:36  |
| 10.    | Sneaky Boy                    | 2:59  |
| 11.    | She Sang Angels to Rest       | 3:25  |
| 12.    | Johnny's Far Away             | 4:53  |
| 13.    | Guns Are the Tongues          | 7:27  |
| 14.    | Sunset Song                   | 5:38  |

## Obsazení
- Richard Thompson – zpěv, kytara, mandolína, akordeon, tin whistle, autoharfa, harmonium, niněra, elektronické varhany, tleskání
- Michael Hays – kytara, doprovodné vokály
- Danny Thompson – kontrabas
- Taras Prodaniuk – baskytara
- Michael Jerome – bicí, perkuse
- Judith Owen – doprovodné vokály, tleskání
- Sara Watkins – housle
- Joe Buck – housle
- Al Michaels – housle
- Novi Ola – viola
- Joe Sublett – tenorsaxofon
- Simon Tassano – tleskání
- Chris Kasych – tleskání